# Comté de Ward (Texas)
Pour les articles homonymes, voir Comté de Ward et Ward.
Le comté de Ward, en anglais : Ward County, est un comté situé à l'ouest de l'État du Texas aux États-Unis.  Fondé le 26 février 1887, son siège de comté est la ville de Monahans. Selon le recensement de 2020, sa population est de 11 644 habitants. Le comté a une superficie de 2 164,8 km2, principalement composée de surfaces terrestres. Il est nommé en l'honneur de Thomas Ward, militaire durant la révolution texane.

## Organisation du comté
Le comté de Ward est créé le 26 février 1887, à partir des terres du comté de Tom Green. Il est définitivement organisé et autonome, le 29 mars 1892.
Le comté est baptisé en référence à Thomas W. Ward (en), militaire ayant participé au siège de Béxar, durant la révolution texane, puis commissaire au Land Office,.

## Géographie
Le comté de Ward est situé au sud des Grandes Plaines,  à l'ouest de l'État du Texas, aux États-Unis,. Il est bordé, du nord-ouest au sud-est, par la rivière Pecos, qui délimite la frontière avec les comtés adjacents.
Il a une superficie totale de 2 164,8 km2, composée de 2 164,2 km2 de terres et de 0,6 km2 de zones aquatiques.

## Comtés adjacents
| Comté de Loving | Comté de Winkler | Comté d'Ector  |
| Comté de Reeves | comté de Ward    | Comté de Crane |
|                 | Comté de Pecos   |                |

## Démographie

Pyramide des âges du comté de Ward (2000).

Lors du recensement de 2010, le comté comptait une population de 10 658 habitants. En 2017, la population est estimée à 11 472 habitants,.
| Groupes           | Comté de Ward | Texas | États-Unis |
| ----------------- | ------------- | ----- | ---------- |
| Blancs            | 77,2          | 70,4  | 72,4       |
| Autres            | 13,4          | 10,6  | 6,4        |
| Afro-Américains   | 4,9           | 11,9  | 12,6       |
| Métis             | 3,3           | 2,5   | 2,7        |
| Amérindiens       | 0,9           | 0,7   | 0,9        |
| Asiatiques        | 0,3           | 3,8   | 4,8        |
| Total             | 100           | 100   | 100        |
|                   |               |       |            |
| Latino-Américains | 47,6          | 37,6  | 16,7       |

Selon l'American Community Survey, pour la période 2011-2015, 61,58 % de la population âgée de plus de 5 ans déclare parler anglais à la maison, alors que 37,88 % déclare parler l’espagnol et 0,54 % une autre langue.

### Source de la traduction
- (en) Cet article est partiellement ou en totalité issu de l’article de Wikipédia en anglais intitulé « Ward County, Texas » (voir la liste des auteurs).